# Zegama-Aizkorri
La Zegama-Aizkorri (también conocida como Zegama-Aizkorri Maratoia o Maratón Alpina Zegama-Aizkorri) es una competición internacional de skyrunning que se celebró por primera vez en 2002. En ella participan «los mejores especialistas del mundo», en la que destaca Kílian Jornet, el más laureado de la competición con once victorias.
La carrera se celebra en mayo y consiste en salir en Cegama, se asciende al Aizkorri (1551 m) y se vuelve a bajar a Cegama. La distancia total recorrida es de aproximadamente 42 kilómetros (puede extenderse hasta los 42,195 km). Desde 2015 también se celebra una carrera de Kilómetro vertical. Ambas son válidas para las Skyrunner World Series.

## Historia

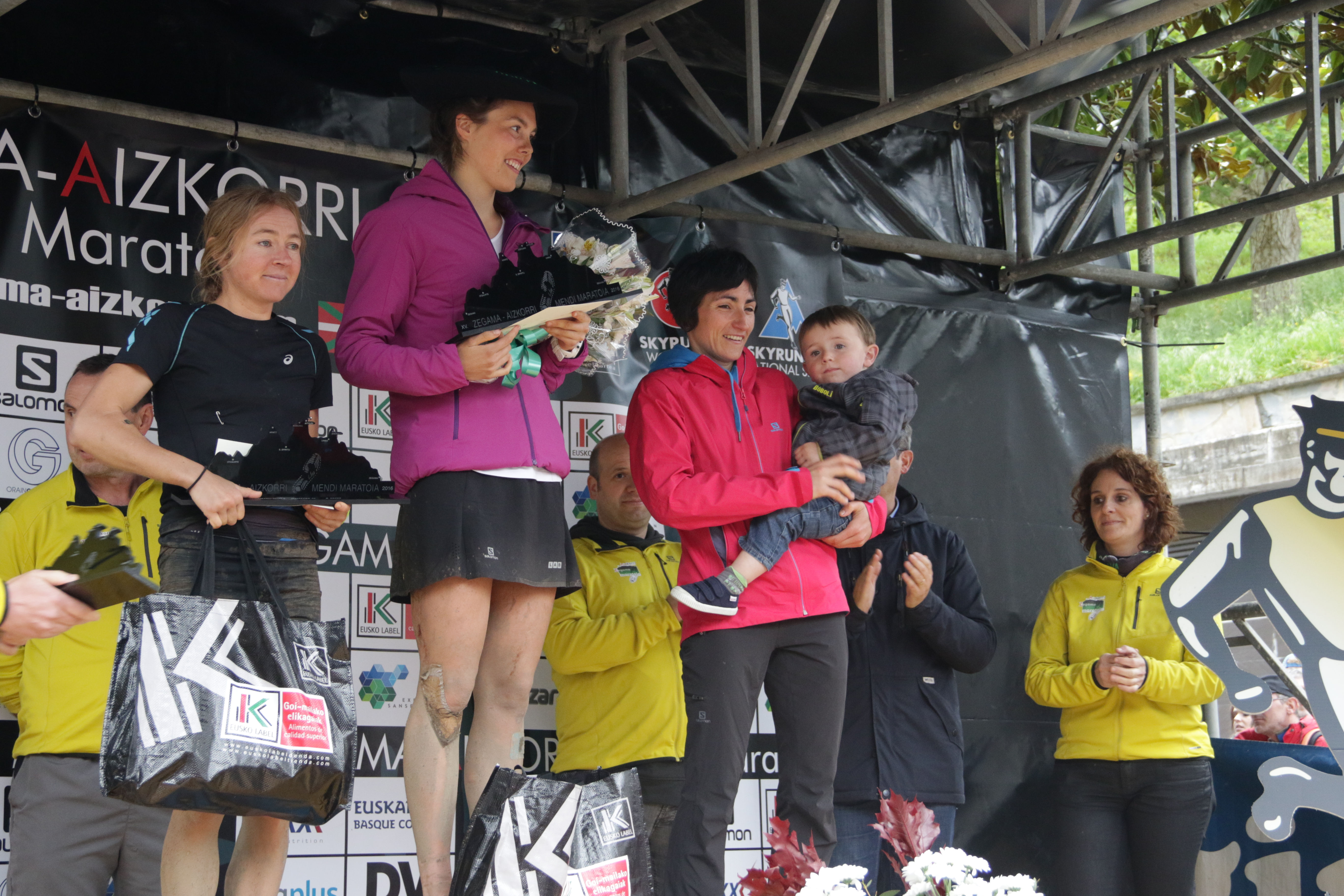
Podio femenino de 2016 Zegama-Aizkorri, desde la izquierda: Megan Kimmel, Yngvild Kaspersen y Oihana Kortazar.

La competición inició en la década de 2000 por iniciativa de Alberto Aierbe. En un principio se creó para «llevar un nuevo aire al pueblo de Zegama».
La primera edición se disputó en julio de 2002 y en ella participaron 226 atletas. Desde entonces, la competición se celebra en el mes de mayo y agrupa a un importante número de competidores de diferentes nacionalidades. En medio de la competición también se congregan aficionados, simpatizantes y seguidores de este tipo de carreras. La competencia presenta una distancia total de 42 kilómetros.
Las ediciones de 2020 y 2021 fueron canceladas por la pandemia de COVID-19. Sin embargo, la organización anunció el 31 de marzo de 2021 que la competición se reanudará en 2022, lo que sería la XIX edición.

## Palmarés
Todos los ganadores de Cegama:
| Año  | Ganador                                   | Tiempo                                    | Ganadora                                  | Tiempo                                    |
| ---- | ----------------------------------------- | ----------------------------------------- | ----------------------------------------- | ----------------------------------------- |
| 2002 | Juan Martin Tolosa                        | 4:14.23                                   | Rosa Lasagabaster                         | 6:05:27                                   |
| 2003 | Fernando Garcia                           | 4:08:44                                   | Esther Hernández                          | 5:08:52                                   |
| 2004 | Mario Poletti                             | 4:06:46                                   | Anna Serra                                | 5:27:51                                   |
| 2005 | Rob Jebb                                  | 3:54:18                                   | Corinne Favre                             | 5:03:57                                   |
| 2006 | Ricardo Mejia                             | 4:03:41                                   | Angela Mudge                              | 4:43:04                                   |
| 2007 | Kilian Jornet                             | 3:56:59                                   | Corinne Favre                             | 4:50:01                                   |
| 2008 | Kilian Jornet                             | 3:59:33                                   | Corinne Favre                             | 5:00:46                                   |
| 2009 | Ricky Lightfoot                           | 4:03:12                                   | Emanuela Brizio                           | 4:38:19                                   |
| 2010 | Kilian Jornet                             | 3:56:30                                   | Emanuela Brizio                           | 4:47:51                                   |
| 2011 | Kilian Jornet                             | 3:56:30                                   | Oihana Kortazar                           | 4:42:50                                   |
| 2012 | Kilian Jornet                             | 3:56:04                                   | Oihana Kortazar                           | 4:52:50                                   |
| 2013 | Kilian Jornet                             | 3:54:38                                   | Emelie Forsberg                           | 4:48:12                                   |
| 2014 | Kilian Jornet                             | 3:48:14                                   | Stevie Kremer                             | 4:46:43                                   |
| 2015 | Tadei Pivk                                | 3:51:11                                   | Azahara Garcia                            | 4:41:23                                   |
| 2016 | Kilian Jornet                             | 3:50:03                                   | Yngvild Kaspersen                         | 4:50:58                                   |
| 2017 | Stian Angermund                           | 3:45:08                                   | Maite Maiora                              | 4:34:27                                   |
| 2018 | Rémi Bonnet                               | 3:53:06                                   | Ida Nilsson                               | 4:38:38                                   |
| 2019 | Kilian Jornet                             | 3:52:47                                   | Eli Anne Dvergsdal                        | 4:36:06                                   |
| 2020 | No disputado por la pandemia de COVID-19. | No disputado por la pandemia de COVID-19. | No disputado por la pandemia de COVID-19. | No disputado por la pandemia de COVID-19. |
| 2021 | No disputado por la pandemia de COVID-19. | No disputado por la pandemia de COVID-19. | No disputado por la pandemia de COVID-19. | No disputado por la pandemia de COVID-19. |
| 2022 | Kilian Jornet                             | 3:36:40*                                  | Nienke Brinkman                           | 4:16:43*                                  |
| 2023 | Manuel Merillas                           | 3:42:01                                   | Daniela Oemus                             | 4:31:54                                   |
| 2024 | Kilian Jornet                             | 3:38:08                                   | Sylvia Nordskar                           | 4:29:12                                   |

*Récord de la prueba.

## Palmarés KV
Todos los ganadores de KV Zegama-Aizkorri:
| Año  | Ganador                                   | Tiempo                                    | Ganadora                                  | Tiempo                                    |
| ---- | ----------------------------------------- | ----------------------------------------- | ----------------------------------------- | ----------------------------------------- |
| 2015 | Josep Viñas Soler                         | 34:27                                     | Laura Orgué Vila                          | 40:23                                     |
| 2016 | Iban Murua Rodrigo                        | 36:43                                     | Maite Maiora Elizburu                     | 45:43                                     |
| 2017 | Stian Angermund                           | 34:55                                     | Laura Orgue Vila                          | 41:40                                     |
| 2018 | Rémi Bonnet                               | 31:24                                     | Dewalle Christen                          | 37:36                                     |
| 2019 | Oriol Cardona Coll                        | 36:12                                     | Ainhoa Sanz Rodríguez                     | 42:20                                     |
| 2020 | No disputado por la pandemia de COVID-19. | No disputado por la pandemia de COVID-19. | No disputado por la pandemia de COVID-19. | No disputado por la pandemia de COVID-19. |
| 2021 | No disputado por la pandemia de COVID-19. | No disputado por la pandemia de COVID-19. | No disputado por la pandemia de COVID-19. | No disputado por la pandemia de COVID-19. |
| 2022 | Oriol Cardona Coll                        | 32:59                                     | Emelie Forsberg                           | 42:26                                     |
| 2023 | José Antonio Bellido                      | 33:10                                     | Naiara Irigoyen                           | 38:42                                     |